# Ministère de la Jeunesse et du Sport (Niger)
Le ministère de la Jeunesse et du Sport au Niger est le ministère chargé des affaires sportives et de la jeunesse au Niger.  

## Description

### Siège
Le ministère de la Jeunesse et du Sport du Niger a son siège à Niamey.

### Attributions
Ce département ministériel du gouvernement nigérien est chargé de la conception, de la mise en œuvre et le suivi de la politique de l’État en matière de la jeunesse et du sport . Ce ministère mobilise les jeunes dans des activités de développement du capital humain et  la participation dans les activités de construction de la paix

### Ministres
Le ministre de l'Intérieur et de la Décentralisation du Niger est Sekou Doro Adamou,